# دوپیکرک‌ها
دوپیکرک‌ها یا خارپاها (نام علمی: Deuterocopus) یک سرده از شاپرک‌های خانواده شاپرکان پردار است. این سرده توسط فیلیپ کریستوف زلر در سال ۱۸۵۱ توصیف شد. واژهٔ Deuter به معنی دوم و واژهٔ copus به معنی پیکر است.